# Килкул (станция)
Килкул — железнодорожная станция, открытая 30 октября 1855 года и обеспечивающая транспортной связью одноимённый посёлок и посёлок Ньютаун-Маунт-Кеннеди в графстве Уиклоу, Республика Ирландия. Это необорудованный остановочный пункт, на котором в день совершают остановку всего несколько поездов.

## История
После открытия станция получила название Килкул энд Ньютаун-Маунт-Кеннеди. В 1880 году была переименована, получив текущее название. 9 июня 1947 года на станции было прекращено формирование товарных составов и полностью закрыта — 30 марта 1964 года. Станция вновь была открыта для пассажирского сообщения 8 июня 1980 года.